# ستان غرينبيرغ
ستان غرينبيرغ (بالإنجليزية: Stan Greenberg)‏ هو مصور وشخصية أعمال أمريكي، ولد في 10 مايو 1945 في فيلادلفيا في الولايات المتحدة.

## وصلات خارجية
- ستان غرينبيرغ على موقع IMDb (الإنجليزية)
- ستان غرينبيرغ على موقع إن إن دي بي (الإنجليزية)